# Ammoniaque
Ne doit pas être confondu avec Ammoniac ou Gomme ammoniaque.
L'ammoniaque est la solution aqueuse basique de l'ammoniac, c’est-à-dire le produit de la dissolution de l'ammoniac NH3 à l'état gazeux dans l'eau. Elle peut être notée NH3·H2O ou, mieux, NH3 (aq).
L’ammoniaque est un produit industriel, mais peut également être aussi une solution commercialisée contenant 35 % d'ammoniac en masse. NH3 (aq) est un alcali (une base) commun en teinturerie, qui entre dans la fabrication de fibres textiles et de leurs apprêts, des papiers et de leurs couchages, et est aussi employé par l'industrie chimique et pharmaceutique.
L'eau réagissant avec l'ammoniac, base faible, pour produire des cations ammonium NH4+ et des anions hydroxyde HO− en quantités égales, cette solution a aussi été appelée « solution d'hydroxyde d'ammonium », et la formule statistique (NH4+(aq) + HO−(aq)) lui a été attribuée. Pour autant, le composé NH4OH (hydroxyde d'ammonium) n'a jamais été isolé, et seule une faible proportion (environ 1 %) des molécules NH3 est effectivement hydrolysée en NH4+ et HO−.
L'ammoniaque laisse émaner une odeur d'ammoniac, gaz qui la compose principalement et s'en échappe assez spontanément ; la solution aqueuse libère à chaud encore plus facilement le gaz ammoniac, irritant, à forte odeur piquante et souvent désagréable. L'odeur caractéristique ammoniaquée se retrouve à proximité des urinoirs ou sur les habits sales ou imprégnés par une forte sudation, lentement séchés puis mouillés subitement.

## Description
Le gaz ammoniac est facilement soluble dans l'eau. Un litre d'eau peut piéger 1 148 L de gaz à 0 °C. Mais la pression de vapeur est élevée, et il est facile d'extirper le gaz en chauffant la solution ammoniaque concentrée.
La pression de vapeur d'ammoniac dans une solution concentrée à 60 % en masse est de l'ordre de 380 mmHg à 0 °C, 600 mmHg à 10 °C, 945 mmHg à 20 °C, 2 130 mmHg à 40 °C.
L'ammoniac en solution réagit de manière équilibrée avec l'eau selon l'équation suivante :
NH3 + H2O  {\displaystyle \rightleftharpoons }  NH4+ + HO−.
Le pKa (constante d'acidité) du couple NH+
4/NH3 étant de 9,23, cette réaction est limitée à environ 1 %. La libération d'ions hydroxyde (HO−) confère cependant à l'ammoniaque son caractère basique, avec un pH approximatif de 11,6 pour une solution molaire.

## Dangerosité

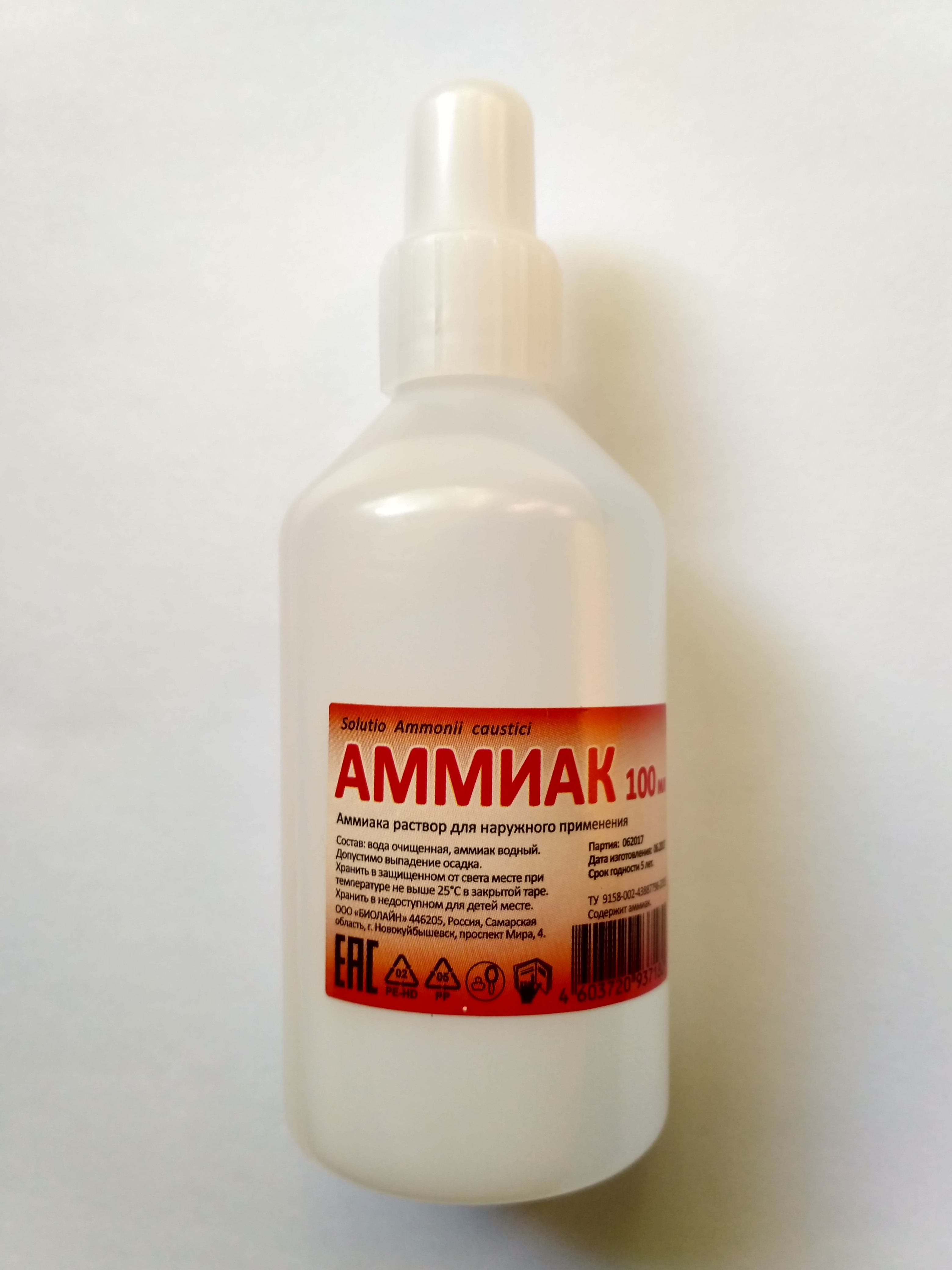
Bouteille d'ammoniaque en vente en Russie.

Les solutions commerciales d'ammoniaque sont concentrées et très dangereuses. D'après l'Institut national de recherche et de sécurité (INRS), la solution commerciale provoque des brûlures et doit être manipulée avec des vêtements appropriés (gants, protection du visage et des yeux). L'aération du local s'impose, y compris pour les travaux ménagers. L'origine de l'irritation provoquée par un contact de l'ammoniaque avec la peau est le caractère réactif de la molécule d'ammoniac NH3 vis-à-vis des membranes cellulaires. Cette réactivité vis-à-vis des milieux biologiques en fait un produit ménager efficace pour nettoyer, dégraisser, assainir.

## Utilisation
En solution diluée, l'ammoniaque était employée par les médecins de la Belle Époque en inhalation, supposée roborative.
Le hákarl est un plat islandais qui contient de l'ammoniaque. Il est préparé à partir de la chair du requin du Groenland après en avoir longuement extrait une partie de l'urée.
L'ammoniac est régulièrement utilisé par l'industrie du tabac comme additif mélangé au tabac.

## Réactivité
Les exemples de réactivité de l'ammoniaque sont nombreux. Cette solution possède les propriétés de l'ammoniac qui est à la fois une base, un ligand et un réducteur.

### L'ammoniaque base faible
L'ammoniaque réagit avec le dioxyde de carbone (CO2), qui peut se dissoudre dans l'eau en s'associant à une molécule d'eau, ce qui produit de l'acide carbonique H2CO3. Il s'agit d'une réaction acido-basique qui conduit au carbonate d'ammonium (NH4)2CO3. Dans cette réaction, l'ammoniaque se comporte comme une base.
2 NH3 + H2O + CO2 ⟶ 2 NH4+ + CO32−.
D'une manière générale, l'ammoniaque réagit avec les acides pour produire des sels d'ammonium quaternaires. Un grand nombre de ces sels sont des explosifs et des engrais.

### L'ammoniaque ligand
L'ammoniaque ajoutée à une solution de sulfate de cuivre de couleur bleu clair donne un complexe ammine de métal de couleur bleu céleste très intense de formule [Cu(NH3)4(H2O)2]2+. Dans cette réaction, l'ammoniaque apporte le ligand ammine NH3.
Une réaction antique, mystérieuse, était l'union de l'ammoniaque avec le « vif-argent », ou mercure métallique liquide. C'est pourquoi l'ammoniaque, ou encore le salmiac et d’autres sels d'ammonium quaternaires, était recherché par les forgerons et les métallurgistes : il favorisait le nettoyage des métaux et les soudures métalliques.

### L'ammoniaque réducteur
Le mélange d'ammoniaque concentrée avec le diiode conduit au triiodure d'azote NI3, qui est explosif à sec. Dans cette réaction, l'ammoniaque apporte le réducteur NH3 et le diiode est l'oxydant.